# ガンダムエアマスター
ガンダムエアマスター (GUNDAM AIRMASTER) は、1996年に放送されたテレビアニメ『機動新世紀ガンダムX』に登場する架空の兵器。
作中の軍事勢力である「地球連邦軍（旧連邦）」が、アニメ本編における現代から15年前の大戦期に開発した人型兵器「モビルスーツ (MS) 」の1機種であり、ニュータイプと呼ばれる才能をもつパイロット用に開発された高性能機群「ガンダムタイプ」に属する。高速移動用の飛行形態に変形する可変MSであり、軽量化の影響で火力が低いぶん、ほかのMSにはない機動性と活動範囲を有する。劇中では、主要人物のひとりであるウィッツ・スーの乗機として登場する。
本項では改修機であるガンダムエアマスターバーストの解説もおこなう。

## 機体解説
第7次宇宙戦争において旧地球連邦軍が投入した決戦兵器「ガンダム」の1機。高速飛行形態「ファイター（戦闘機）モード」に変形可能な「トランスシステム」を採用した可変MSとして開発された。型式番号のＧはガンダムタイプ、Ｗはトランスシステム対応である事を意味する。大戦中のMSのなかではトランスシステムを有する唯一の機体で、ガンダムタイプ中随一の機動性と航続距離を有する。長距離及び高速移動用のファイターモードのフォルムは飛行能力を優先した機能的な形状をしており、瞬時に変形が可能。通常MSとは比較にならない速度と航続距離を獲得している。大気中の高速飛行以外にもエンジンユニットの換装とファイターモード時のバーニア使用により宇宙空間でも絶大な効果を発揮する。他のガンダムタイプと同じくフラッシュシステムを搭載し、トランスシステムをもつ無人MS「GWビット」と共に大戦時は強力な機動部隊を構成し無敵を誇っていた。
機体や武装に至るまで徹底的な軽量化が行われており、MS形態でも機動性で他のＭＳを軽く上回る性能を持つ。高いスラスター推力によってMS形態でも長時間の滞空やホバーリングが可能。エンジンを換装することで、大気圏内と宇宙の両方での活動が可能。一方で、軽量化の為に火器の搭載数は制限され、火力の見劣りも否めない。
作中では、フリーのMS乗りウィッツ・スーが、過去に所属したバルチャーから譲り受けた本機に搭乗し、ガンダムX、ガンダムレオパルドとともにバルチャー艦「フリーデン」の主力を務める。エスタルドでの戦闘にて新連邦軍の投入した機動性特化の新型飛行MAガディール2機との戦闘になり、撃破に成功するものの本機も中破し（第25話）、この損傷をきっかけに、後述のエアマスターバーストへと修復・強化される（第26話）。

### 武装
バスターライフル
本体と同じ軽量強靭なルナチタニウム合金製ビームライフル。高機動戦闘を想定したエアマスターのために徹底的に軽量化され重量は通常ビームライフルの約半分ながら、通常ビーム兵器以上の破壊力を有している。計2挺を携行し、不使用時は両腰にマウントされる。ファイター形態では両腕の専用ラッチに肩・機首向きに装着し、この状態でも使用可能。
ヘッドバルカン
両側頭に内蔵された機関砲。威力は低いが、武装の少ない本機にとっては貴重な装備である。おもに接近戦で威力を発揮する。
ノーズバルカン
ファイター形態のノーズ部に内蔵された機関砲。ヘッドバルカンよりも大口径で高威力。MS形態では対空火器として使用される。本機の特性上、空対地兵器として使用される事も多い。
ショルダーミサイル
両肩に増設された大型多弾頭ミサイル。旧連邦軍の武器格納庫から調達したミサイルを改造したもの。強力な小型弾頭を内蔵しており、着弾直前に無数に拡散し、広範囲に打撃を与える。フォートセバーンでの対パトゥーリア戦で使用。
Gビット(GWビット)
フラッシュシステムにより本体と同性能のビットMS最大12機を操るニュータイプ専用武装。本機用のGWビットはトランスシステムによる高機動戦を得意とし、第7次宇宙戦争時に多大な戦果を挙げたが、戦争により殆どが失われ、原作では回想シーンにのみ登場する。

## ガンダムエアマスターバースト
ガディール2機との戦いで損傷したウィッツ機を、キッド・サルサミルがエスタルド人民共和国の支援を受けて改修した機体。機体色も改修前の赤系統から青系統に変更される。主に機動性と火力を増強しており、腰部や膝部分の各スラスターが強化され、背中の完全新規の新型機首兼バックパックユニットには高威力のビーム兵器を内蔵すると共に、計4基のバーニア追加により推力も大幅に強化された。
軽量化の為に主力武装がバスターライフル2挺だけであった改修前に対し、ブースター兼用の2連装ビームキャノン×2と機首底面及びキャノピー部に大口径ビームキャノン2門の計6門ものビーム砲を追加し、火力を徹底的に強化している。更に主翼両端に推力偏向機構を備えた大型ブースターを装備したことで、機動性も大幅に向上。エアマスター以上の大推力を獲得している。翼部は背面への折り畳み収納から完全に翼を収納可能な回転式に変更され、MS形態時の機動性も飛躍的に向上している。
ファイターモードも追加された大型ブースターや補助推進装置によって機動能力を大きく向上させ、大気圏内だけでなく宇宙空間でも超越した機動性が発揮できるように改良された。
これらの強化によりガディール2機に対し辛勝するも中破に持ち込まれた改修前に対し、本機はガディール3機がかりでも相手にならず瞬時に一蹴する程に戦闘能力も向上している。
『月刊コミックボンボン』で連載された漫画版では、ゾンダーエプタ島におけるブリトヴァとの戦闘で破損した後に改修が行われ、ガンダムレオパルドデストロイと同じく、ニュータイプ研究所での戦闘が初陣となった（エスタルド編は省略）。

### 武装（バースト）
バスターライフル
改修前から継続して装備する専用高出力型ビームライフル。改修後もメインウェポンとして活躍する。対ブリトヴァ戦では専用バスターライフルを失ったガンダムダブルエックスが借り受けモノフィラメントワイヤーカッターのモーター部ごと本体を撃ち抜き撃破する活躍も見せた。
ヘッドバルカン
改修前と同型の武装。
ノーズビームキャノン
ノーズバルカンに代わる機首下部の大口径ビーム砲。本機最大火力の武装で、複数のMSを全滅させるほどの破壊力をもつ。ノーズバルカンと同様、MS形態時は上方への対空火器して使用される。また多くの文字設定では×2と設定されており、機首上部にそれと思しきビーム砲のディティールが存在するが、劇中では発砲描写がないため詳細は不明である。
ブースタービームキャノン
左右の主翼の増加ブースター前部に搭載された2連装ビーム砲。計4門搭載され、ファイターモード時の主武装として使用される。MS形態でも展開し使用可能
ミサイルライフル
1/100スケールのプラモデル商品に同梱される、劇中未使用のオリジナル武装。ビームライフルと、その両側に装備されるミサイルを複合させることにより、多彩な攻撃を可能としている。
Gビット（GWビット）
設定のみで原作未使用。

## Gファルコンエアマスターバースト（GファルコンエアマスターB）
エアマスターバーストのファイターモードとGファルコンのBパーツが合体した形態。高速移動を目的とした機体が速度面で強化され、第7次宇宙戦争当時の巡洋艦級の戦艦を凌ぐ出力を発揮する。劇中ではコンピューター上で合体パターンが示されたのみで実際に合体はしていない。

## GWビット
エアマスター専用のGビット。第七次宇宙戦争の最終局面で投入された。本体同様トランスシステムを搭載し、ファイターモードへの変形が可能。